# Опера серия
Опера серия (на италиански: opera seria, в мн.ч. – opere serie) е италиански музикален термин, който се отнася за благородния и „сериозен“ оперен жанр, който доминира в Европа в периода от 1710-те до около 1779-те. По времето, в което жанрът е разпространен, терминът рядко е използван и получава всеобща употреба едва след като популярността на опера серия запада и започва да се разглежда като исторически жанр. Популярният съперник на опера серия е опера-буфа, „комичната“ опера, повлияна от импровизационната комедия дел арте.
Макар неизменно да се създава с италианско либрето, опера серия се пише не само в Италия, но почти в цяла Европа и извън нея (вкл. Латинска Америка, Куба, и др.) Сред основните центрове на развитие на жанра в Европа са придворните опери, базирани във Варшава (от 1628 г.), Мюнхен (основана през 1653 г.), Лондон (основана през 1662 г.), Виена (твърдо установена през 1709 г.; първо оперно представление: Il pomo d'oro, 1668 г.), Дрезден (от 1719 г.), както и други немски градове в рамките на Свещената римска империя, Санкт Петербург (италианската опера достига Русия през 1731 г., първите оперни зали са създадени ок. 1742 г.), Мадрид и Лисабон. Опера серия е по-малко популярна във Франция, където се предпочита националният жанр на френската опера (или tragédie en musique).
Известни композитори на опера серия включват Антонио Калдара, Алесандро Скарлати, Георг Фридрих Хендел, Антонио Вивалди, Никола Порпора, Леонардо Винчи, Йохан Адолф Хасе, Леонардо Лео, Балдасаре Галупи, Франческо Фео, Джовани Батиста Перголези, а през втората половина на 18 в. Кристоф Глук, Николо Джомели, Томазо Траета, Йозеф Мисливечек, Йозеф Хайдн, Йохан Кристиан Бах, Антонио Салиери, Антонио Сакини, Джузепе Сарти, Николо Пичини, Джовани Паизиело, Доменико Чимароза, и Волфганг Амадеус Моцарт. Най-успешен либретист на епохата е Метастазио, а други известни либретисти са Апостоло Зено, Бенедето Памфили, Силвио Стампилиа, Антонио Салви, Пиетро Париати, Пиетро Отобони, Стефано Бенедето Палавичино, Никола Франческо Хайм, Доменико Лали, Паоло Антонио Роли, Джовани Клаудио Паскуини, Раниери де Калцабиджи и Джовани Амброджио Милиавака.